# I. A. Cantacuzino
Ioan Alexandru Cantacuzino (1829-1897), conocido como Zizine, fue un político, diplomático y traductor rumano.

## Biografía
Nacido el 24 de junio de 1829 en Suceava, estudió en Ginebra, donde tuvo como como maestro a Rodolphe Töpffer, que mencionaba al joven Cantacuzino entre sus alumnos en su libro Voyages en zig-zag.En 1848,  emprendió un largo viaje por América. Fue director general de teatros, diplomático del país en Belgrado y ministro de Finanzas en el gobierno de Alexandru Golescu entre febrero y abril de 1870. Completamente retirado de la política durante veinte años, se dedicó al estudio de las ciencias naturales y la literatura. Fue traductor de las obras de Schopenhauer al francés. Falleció en 1897.